# Кумсуат (Павлодарская область)
Кумсуат (каз. Құмсуат) — упразднённое село в Аккулинском районе Павлодарской области Казахстана. Входило в состав Кызыласкерского сельского округа. Код КАТО — 555247200. Исключено из учетных данных в 2017 г.

## Население
В 1999 году население села составляло 63 человека (32 мужчины и 31 женщина). По данным переписи 2009 года, в селе проживало 48 человек (27 мужчин и 21 женщина).